# Belemnia marthae
Belemnia marthae är en fjärilsart som beskrevs av Rothschild 1909. Belemnia marthae ingår i släktet Belemnia och familjen björnspinnare. Inga underarter finns listade i Catalogue of Life.